# Simone Sibilio do Nascimento
Simone Sibilio do Nascimento est procureur de l'État de Rio de Janeiro au Brésil et une  militante des droits de l'homme. Elle lutte contre la criminalité organisée, la corruption publique, les milices et le trafic de drogue. À ce titre elle est distinguée, en 2022, par le département d'État américain et reçoit le Prix international de la femme de courage